# 우간다 의회

우간다 의회는 국가의 단원제 입법 기관이다. 우간다 의회의 가장 중요한 기능은 국가에 올바른 통치를 제공하는 법률을 통과시키는 것이다. 정부 장관들은 국회에서 국민대표들에게 답변을 하게 되어 있다. 다양한 의회 위원회를 통해 의회는 특히 대통령의 국정연설에 명시된 정부 프로그램을 면밀히 조사한다. 조세, 대출 등 정부의 재정 문제는 적절한 논의를 거쳐 국회의 승인이 필요하다. 의회는 일부 대통령 지명을 확인해야 하며 견책 동의를 통과시켜 장관을 사임하도록 강요할 수 있다.